# Cerastis grisea
Cerastis grisea là một loài bướm đêm trong họ Noctuidae.